# Виноградов, Виктор Владимирович
Ви́ктор Влади́мирович Виногра́дов (31 декабря 1894 [12 января 1895], Зарайск — 4 октября 1969, Москва) — советский лингвист-русист и литературовед, доктор филологических наук (1940), академик АН СССР (1946). Основоположник крупнейшей научной школы в языкознании. Лауреат Сталинской премии второй степени (1951).

## Биография

### Ранние годы
Отец Виноградова, священник, был репрессирован в 1930 году и вскоре умер в ссылке в Казахстане, как и последовавшая за ним мать. В 1917 году Виктор Владимирович окончил Историко-филологический институт и Археологический институт. В начале своей научной деятельности — историк церковного раскола. Продолжил научную подготовку в Петроградском университете, где преподавал с 1921 года. В 1920 году избран профессором в Археологическом институте по кафедре истории русского языка.
Научные интересы учёного изначально были весьма широки. Свою первую работу он посвятил самосожжению старообрядцев, а параллельно занимался исследованием по проблемам исторической фонологии. В 1920-е годы он входил в круг учёных, увлечённо изучавших строение художественных произведений. В начале 1930-х годов переехал в Москву.

### Литературовед
Получил первую известность благодаря литературоведческим публикациям (о стиле писателей-классиков и современников: А. С. Пушкина, Н. В. Гоголя, Ф. М. Достоевского, Н. С. Лескова, А. А. Ахматовой и др.; выступал также с чисто историко-литературными работами, публикациями неизданных произведений и т. п.). Свой метод определял как историко-литературный (с обязательным исследованием широкого исторического контекста изучаемого произведения, в том числе «малых имён», «низовой литературы»), однако считал необходимым особое исследование языка и стиля писателя. При этом он скептически относился к господствующему в 1920-е годы классово-социологическому подходу. Всю жизнь не терял интереса к литературоведению, особенно к изучению индивидуального стиля писателей (руководил составлением «Словаря языка Пушкина» в 1950-е годы; см. также библиографию) и к сравнительным историко-литературным исследованиям. Виноградова и его жену Надежду Матвеевну связывали многолетние приятельские отношения с Ахматовой; Виноградов участвовал в обсуждении нескольких её статей пушкинского цикла.

### Лингвист
Достаточно рано Виноградов проявил себя и как лингвист; он стал одним из последних учеников академика А. А. Шахматова (работа о фонеме ять в северных говорах). До 1929 года работал в Петрограде (Ленинграде), где испытал влияние Л. В. Щербы, но затем переехал в Москву и создал собственную лингвистическую школу (т. н. виноградовскую школу русистики). Работал в МГПИ, МОПИ, Заочном педагогическом институте. В своих работах он продолжал традиции русского дореволюционного языкознания, скептически относясь к структурализму и другим влиятельным направлениям лингвистики XX века; для работ Виноградова характерно внимательное отношение к конкретному языковому материалу, прежде всего русского языка и в особенности языка русской классической художественной литературы (практически все его лингвистические труды посвящены именно русистике). Одна из самых оригинальных его работ — не вышедшая отдельным изданием при жизни «История слов» (1-е изд. 1994), посвящённая истории возникновения и развития семантики русских слов, со множеством редких примеров. Виноградов был автором широко цитируемой книги «Русский язык. Грамматическое учение о слове» (написанной в основном в 1930-х годах и в переработанном виде опубликованной в 1947 году). Под его редакцией была подготовлена «Грамматика русского языка» (1952—1954), первая «академическая грамматика» русского языка, созданная в советский период. Ряд положений грамматической концепции Виноградова восходит к работам Ш. Балли.
Виноградов — автор ряда заметных работ по истории русского языкознания. Свой анализ русской синтаксической традиции В. В. Виноградов изложил в книге «Из истории изучения русского синтаксиса (от Ломоносова до Потебни и Фортунатова)» (1958) и в статьях, посвящённых грамматическим взглядам М. В. Ломоносова, А. Х. Востокова, А. А. Потебни, А. В. Добиаша, А. А. Шахматова, А. М. Пешковского, Л. В. Щербы, И. И. Мещанинова, М. Н. Петерсона и других учёных (Эти статьи переизданы в кн.: Виноградов В. В. Избранные труды: Исследования по русской грамматике. М., 1975). В. В. Виноградов напечатал широкий обзор работ по русскому литературному языку — «Русская наука о русском литературном языке» (1946). Посмертно вышел также сборник избранных работ по истории русских лингвистических учений, рекомендуемый в качестве учебного пособия по одноимённому курсу.
Участвовал в составлении «Толкового словаря русского языка» под редакцией Д. Н. Ушакова (т. 1—4, 1935—1940), в редактировании «Словаря современного русского литературного языка» (т. 1—17, 1948—1965) и «Словаря русского языка» (т. 1—4, 1957—1961). В 1960-е годы был председателем Орфографической комиссии АН СССР.

### Годы ссылок
В 1934 году арестован по «делу славистов». 17 апреля 1934 года сослан в Вятку, где отбывал ссылку до 1 мая 1936 года. Освобождён досрочно по ходатайству пушкинистов для подготовки к юбилею 1937 года. С мая 1936 года Виноградов был прописан под «минусом» в Можайске, фактически нелегально живя в Москве у жены и получив даже возможность преподавать (в конце 1938 года уволен по новым обвинениям). Прописку в Москве получил в марте 1939 года, на другой же день после письменного обращения к И. В. Сталину (лично Виноградов и Сталин никогда не общались).
После начала войны выслан в Тобольск (7 августа 1941 года), где пребывал до 2 июня 1943 года. В 1943 году с него сняли судимость.
В эти годы В. В. Виноградов преподавал в Тобольском учительском институте, продолжая исследования в области стилистики, фразеологии и типологии произведений отечественной литературы. Сохранилось много записей по истории отдельных слов на мелких листках.

### Во главе советского языкознания
После возвращения из Тобольска (1944) В. В. Виноградов стал профессором МГУ, а затем деканом филологического факультета (1945—1948, 1950). 30 ноября 1946 года его избрали сразу действительным членом АН СССР. Однако для партаппарата Виноградов сохранял клеймо неблагонадёжности и поэтому подвергся «проработке» марристов в 1949 — начале 1950 года (и как результат — лишился поста декана филфака). Тем не менее в 1950-х годах он фактически был поставлен во главе советской лингвистики:
- заведующий кафедрой русского языка МГУ (1947—1969)
- директор Института языкознания АН СССР (1950—1954).
- академик-секретарь Отделения литературы и языка АН СССР (1950—1963).
- главный редактор журнала «Вопросы языкознания» (1952—1969).

С 1958 года Виноградов возглавлял Институт русского языка АН СССР, который c 1995 года носит его имя; ушёл с должности директора за год до смерти. В 1967—1969 годах — заведующий сектором исторической поэтики и стилистики в Институте русской литературы (Пушкинском Доме) АН СССР.
Учёный занимал также ряд государственных и общественных постов: депутат Верховного Совета РСФСР (1951—1959) и Московского городского Совета депутатов трудящихся, член Советского комитета защиты мира и главной редакции 2-го издания Большой советской энциклопедии, председатель Советского (1955—1969) и Международного (1956—1958) комитетов славистов, первый президент МАПРЯЛ (1967—1969).
В последние годы жизни Виноградова его идеи получали признание широкого круга лингвистов, и его школа сформировалась как крупнейшая (численно) в русистике. В то же время у некоторых филологов, как сторонников структурного метода, так и представителей традиционного языкознания (Р. И. Аванесов, С. Б. Бернштейн) сложилось негативное отношение к Виноградову как к «советскому начальнику», препятствующему свежей инициативе в науке и неспособному эффективно ею руководить. Мемуаристами и историками науки (в том числе нейтрально или положительно относящимися к Виноградову) отмечалась слабость академика к различного рода званиям и почестям. Известно, впрочем, что Виноградов не злоупотреблял своими административными полномочиями, нередко помогая старым коллегам (например, М. М. Бахтину, с которым они никогда не были особенно близки, напротив, скорее являлись многолетними оппонентами). Следует учитывать и нежелание бывшего ссыльного идти на конфронтацию с властями, которым он был благодарен за освобождение и неожиданное возвышение. Этим некоторые, например, Б. А. Успенский, объясняют согласие 70-летнего Виноградова участвовать в качестве эксперта со стороны обвинения в процессе Синявского и Даниэля и научно подтвердить антисоветский характер их произведений.
Похоронен на Новодевичьем кладбище. Библиотека В. В. Виноградова была передана в Пушкинский Дом.

## Награды и звания
- орден Ленина (1953);
- два ордена Трудового Красного Знамени (10.06.1945, 1965);
- Сталинская премия второй степени (1951) — за научный труд «Русский язык (грамматическое учение о слове)» (1947);
- премии имени М. В. Ломоносова МГУ (1945, 1951);
- серебряная медаль «За заслуги перед наукой и человечеством» (Чехословацкая АН, 1968).

Через два года после смерти Виктор Виноградов стал первым лауреатом премии имени А. С. Пушкина АН СССР с формулировкой: за цикл исследований — «Язык Пушкина», «Стиль Пушкина», «О языке художественной литературы», «Проблема авторства и теория стилей», «Стилистика. Теория поэтической речи. Поэтика».
Иностранный член Болгарской (1946), Германской (1955), Датской (1962), Польской (1959), Румынской (1957), Сербской (1959), Французской (1960)[уточнить] и Чехословацкой (1948) академий наук; член-корреспондент Европейского общества работников культуры (1957) и французской Академии надписей и изящной словесности (1959). Почётный доктор Пражского (1947) и Будапештского (1966) университетов.

## Основные работы
- Исследования в области фонетики северно-русского наречия. I. Очерки из истории звука Ѣ в северно-русском наречии, «Известия Отделения русск. яз. и словесности Акад. наук», т. XXIV, кн. 1 и 2, 1919;
- Методы изучения рукописей как материала для построения исторической фонетики русского языка в исследованиях акад. А. А. Шахматова, там же, т. XXV, 1920;
- Сюжет и композиция повести Гоголя «Нос», «Начала». — 1921, I;
- Стиль петербургской поэмы «Двойник» // Достоевский: Сб., I / под ред. А. С. Долинина. — Пг., 1922;
- О задачах стилистики. Наблюдение над стилем Жития протопопа Аввакума // Русская речь: сб. статей / под ред. Л. В. Щербы. — Пг., 1923;
- Поэзия Анны Ахматовой: Стилистические наброски. — Л., 1925;
- Гоголь и натуральная школа. — Л., 1925;
- Жюль Жанен и Гоголь, альманах «Литературная мысль», III, Л., 1925;
- Проблема сказа в стилистике, «Поэтика», Временник Отд. слов. искусств Гос. ин-та ист. искусств, I, изд. «Academia», Л., 1926;
- Этюды о стиле Гоголя. — Л., Academia, 1926;
- К истории лексики русского литературного языка / под ред. Л. В. Щербы. — «Русская речь», Новая серия, I. — Л.: Изд-во «Academia», 1927;
- Эволюция русского натурализма. Гоголь и Достоевский. — Л.: Academia, 1929;
- О художественной прозе. — М.—Л., ГИЗ, 1930;
- Очерки по истории русского литературного языка XVII—XIX вв. — М., 1934; 2 изд. — М., Учпедгиз, 1938;
- Язык Пушкина. — М.—Л.: Academia, 1935;
- Современный русский язык, вып. 1: Введение в грамматическое учение о слове. — М., 1938; вып. 2: Грамматическое учение о слове. — М., 1938;
- Стиль прозы Лермонтова. — М., 1941;
- Стиль Пушкина. — М., 1941;
- Величие и мощь русского языка. — М., 1944;
- Великий русский язык. — М., 1945;
- Русский язык. Грамматическое учение о слове. — М.: Учпедгиз, 1947;
- А. С. Пушкин — основоположник русского литературного языка //Известия академии наук СССР. Отделение литературы и языка, 1949, том ѴШ, вып. 3.
- Вопросы языкознания в свете трудов И. В. Сталина. — М., 1950;
- Значение работ товарища Сталина для развития советского языкознания. — М., 1950;
- О трудах И. В. Сталина по вопросам языкознания. — М., 1951;
- Основные задачи советской науки о языке в свете трудов И. В. Сталина по языкознанию. — М., 1952;
- Изучение русского литературного языка за последнее десятилетие в СССР. — М., 1955;
- Из истории изучения русского синтаксиса. — М.: Изд-во МГУ, 1958;
- Основные проблемы изучения образования и развития древнерусского литературного языка. — М., 1958;
- Наука о языке художественной литературы и её задачи. — М., 1958;
- О языке художественной литературы. — М., Гослитиздат, 1959;
- Проблема авторства и теория стилей. — М., Гослитиздат, 1961;
- Сюжет и стиль. — М., 1963;
- Стилистика. Теория поэтической речи. Поэтика. — М.: Изд-во АН СССР, 1963;
- Проблемы литературных языков и закономерностей их образования и развития. — М.: Наука, 1967;
- Избранные труды. В 7 кн. М.: Наука, 1975—2003;
- Берегите родной язык // Незабытые голоса России: Звучат голоса отечественных филологов. Вып. I. — М.: Языки славянских культур, 2009. — С. 39—41. — ISBN 978-5-9551-0327-3. (Запись хранится в фонотеке ИРЯ им. В. В. Виноградова РАН; впервые опубликована в выпуске звукового журнала «Кругозор» от 9 сентября 1973 года);
- История слов: Около 1500 слов и выражений и более 5000 слов, с ними связанных / Отв. ред. Н. Ю. Шведова. — М.: Толк, 1994. — 1138 с. (Посмертная публикация разрозненных материалов).
- «Жду перемен в своей судьбе»: Письма к жене из вятской ссылки 1934—1936 г. / Науч. ред. Н. Я. Козел; сопроводит. материалы А. Б. Гуськовой, В. Н. Виноградовой. — Санкт-Петербург: Росток, 2024. — 424 с.